# Гур'єва Олена Іллівна
Гур'єва Олена Іллівна (29 листопада 1958) — радянська хокеїстка на траві.
Бронзова призерка Олімпійських Ігор 1980 року.